# Dyskografia Drake’a
Dyskografia kanadyjskiego rapera Drake’a.

## Albumy

### Albumy studyjne
| Rok  | Album | Najwyższa pozycja | Najwyższa pozycja | Najwyższa pozycja | Najwyższa pozycja | Najwyższa pozycja | Najwyższa pozycja | Najwyższa pozycja | Najwyższa pozycja | Certyfikaty | Sprzedaż                                                                                        |
| Rok  | Album | CAN               | NZ                | AUS               | UK                | UK R&B            | USA               | USA R&B           | USA Rap           | Certyfikaty | Sprzedaż                                                                                        |
| ---- | --- | ----------------- | ----------------- | ----------------- | ----------------- | ----------------- | ----------------- | ----------------- | ----------------- | --- | ----------------------------------------------------------------------------------------------- |
| 2010 | Thank Me Later - Wydany: 15 czerwca 2010 - Wytwórnia: Young Money, Cash Money, Universal Motown                      | 1                 | 35                | 81                | 15                | 1                 | 1                 | 1                 | 1                 | - USA: 4x platynowa płyta - UK: platynowa płyta - CAN: 2x platynowa płyta                                                                            | - USA: 4 000 000+ - UK: 300 000+ - CAN: 160 000+                                                |
| 2011 | Take Care - Wydany: 15 listopada 2011 - Wytwórnia: Young Money, Cash Money, Republic                                 | 1                 | 19                | 15                | 5                 | 1                 | 1                 | 1                 | 1                 | - USA: 8x platynowa płyta - UK: 2x platynowa płyta - CAN: 4x platynowa płyta                                                                         | - USA: 8 000 000+ - UK: 600 000+ - CAN: 320 000+                                                |
| 2013 | Nothing Was the Same - Wydany 24 września 2013 - Wytwórnia: OVO Sound, Young Money, Cash Money, Republic             | 1                 | 4                 | 2                 | 2                 | 1                 | 1                 | 1                 | 1                 | - USA: 6x platynowa płyta - UK: platynowa płyta - CAN: 3x platynowa płyta - AUS: złota płyta - DNK: platynowa płyta                                  | - USA: 6 000 000+ - UK: 300 000+ - CAN: 240 000+ - AUS: 35 000+ - DNK: 20 000+                  |
| 2016 | Views - Wydany 29 kwietnia 2016 - Wytwórnia: Young Money, Cash Money, Republic                                       | 1                 | 1                 | 1                 | 1                 | 1                 | 1                 | 1                 | 1                 | - USA: 8x platynowa płyta - CAN: 6x platynowa płyta - UK: 2x platynowa płyta - FRA: 2x platynowa płyta - GER: złota płyta - POL: platynowa płyta     | - USA: 8 000 000+ - CAN: 480 000+ - UK: 600 000+ - FRA: 200 000+ - GER: 100 000+ - POL: 20 000+ |
| 2018 | Scorpion - Wydany: 29 czerwca 2018 - Wytwórnia: Young Money, Cash Money, Republic                                    | 1                 | 1                 | 1                 | 1                 | 1                 | 1                 | 1                 | 1                 | - USA: 7x platynowa płyta - UK: 2x platynowa płyta - CAN: 2x platynowa płyta - AUS: 2x platynowa płyta - FRA: platynowa płyta - POL: platynowa płyta | - USA: 7 000 000+ - UK: 600 000+ - CAN: 160 000+ - AUS: 140 000+ - FRA: 100 000+ - POL: 20 000+ |
| 2021 | Certified Lover Boy - Wydany: 3 września 2021 - Wytwórnia: OVO Sound, Republic Records                               |                   |                   |                   |                   |                   |                   |                   |                   | - USA: 3x platynowa płyta - UK: platynowa płyta - FRA: złota płyta - AUS: złota płyta - NZL: 2x platynowa płyta - POL: platynowa płyta               | - USA: 3 000 000+ - UK: 300 000+ - FRA: 50 000+ - AUS: 35 000+ - NZL: 30 000+ - POL: 20 000+    |
| 2022 | Honestly, Nevermind - Wydany: 17 czerwca 2022 - Wytwórnia: OVO Sound, Republic Records                               |                   |                   |                   |                   |                   |                   |                   |                   | - USA: platynowa płyta - CAN: 2x platynowa płyta - UK: złota płyta - POL: złota płyta - DNK: złota płyta                                             | - USA: 1 000 000+ - CAN: 160 000+ - UK: 100 000+ - POL: 10 000+ - DNK: 10 000+                  |
| 2022 | Her Loss oraz 21 Savage - Wydany: 4 listopada 2022 - Wytwórnia: OVO Sound, Republic Records                          |                   |                   |                   |                   |                   |                   |                   |                   | - USA: 2x platynowa płyta - UK: złota płyta - ITA: złota płyta - DNK: złota płyta - NZL: złota płyta - POL: złota płyta                              | - USA: 2 000 000+ - UK: 100 000+ - ITA: 25 000+ - DNK: 10 000+ - NZL: 7 500+ - POL: 10 000+     |
| 2023 | For All the Dogs - Wydany: 6 października 2023 - Wytwórnia: OVO Sound, Republic Records                              |                   |                   |                   |                   |                   |                   |                   |                   | - CAN: 2x platynowa płyta - UK: złota płyta - POL: złota płyta - DNK: złota płyta - NZL: złota płyta                                                 | - CAN: 160 000+ - UK: 100 000+ - POL: 10 000+ - DNK: 10 000+ - NZL: 7 500+                      |
| 2025 | Some Sexy Songs 4 U oraz PartyNextDoor - Wydany: 14 lutego 2025 - Wytwórnia: OVO Sound, Republic Records, Santa Anna | 1                 | 2                 | 2                 | 3                 |                   | 1                 |                   |                   | | - USA: 25 000+                                                                                  |

### Minialbumy
| Rok  | Album                                                                                         | Najwyższa pozycja | Najwyższa pozycja | Najwyższa pozycja | Najwyższa pozycja | Certyfikaty                           | Sprzedaż                       |
| Rok  | Album                                                                                         | CAN               | USA               | USA R&B           | USA Rap           | Certyfikaty                           | Sprzedaż                       |
| ---- | --------------------------------------------------------------------------------------------- | ----------------- | ----------------- | ----------------- | ----------------- | ------------------------------------- | ------------------------------ |
| 2009 | So Far Gone - Wydany: 15 września 2009 - Wytwórnia: Young Money, Cash Money, Universal Motown | 15                | 6                 | 3                 | 2                 | - USA: złota płyta - CAN: złota płyta | - USA: 785 000+ - CAN: 40 000+ |

### Albumy kompilacyjne
| Rok  | Album | Najwyższa pozycja | Najwyższa pozycja | Najwyższa pozycja | Certyfikaty            | Sprzedaż          |
| Rok  | Album | USA               | USA R&B           | USA Rap           | Certyfikaty            | Sprzedaż          |
| ---- | --- | ----------------- | ----------------- | ----------------- | ---------------------- | ----------------- |
| 2009 | We Are Young Money z Young Money - Wydany: 21 grudnia 2009 - Wytwórnia: Young Money, Cash Money, Universal Motown | 9                 | 3                 | 1                 | - USA: platynowa płyta | - USA: 1 000 000+ |
| 2014 | Rise of an Empire z Young Money - Wydany: 11 marca 2014 - Wytwórnia: Young Money, Cash Money, Republic Records    |                   |                   |                   |                        |                   |
| 2019 | Care Package - Wydany: 2 sierpnia 2019 - Wytwórnia: OVO Sound, Republic Records                                   |                   |                   |                   | - UK: srebrna płyta    | - UK: 60 000+     |

### Mixtape’y
| Rok  | Album | Certyfikaty | Sprzedaż                                                                                       |
| ---- | --- | --- | ---------------------------------------------------------------------------------------------- |
| 2006 | Room for Improvement - Wydany: 14 lutego 2006 - Wytwórnia: All Things Fresh                                                                | |                                                                                                |
| 2007 | Comeback Season - Wydany: 16 października 2007 - Wytwórnia: OVO Sound                                                                      | |                                                                                                |
| 2009 | So Far Gone - Wydany: 13 lutego 2009 - Wytwórnia: OVO Sound                                                                                | |                                                                                                |
| 2015 | If You’re Reading This It’s Too Late - Wydany: 13 lutego 2015 - Wytwórnia: OVO, Young Money, Cash Money, Republic                          | - USA: 4x platynowa płyta - UK: platynowa płyta - CAN: 2x platynowa płyta - DNK: platynowa płyta                                                 | - USA: 4 000 000+ - UK: 300 000+ - CAN: 160 000+ - DNK: 20 000+                                |
| 2015 | What a Time to Be Alive oraz Future - Wydany: 20 września 2015 - Wytwórnia: Young Money, Cash Money, Republic, Epic, A1 Records, Freebandz | - USA: 2x platynowa płyta - UK: złota płyta - CAN: platynowa płyta - DNK: złota płyta                                                            | - USA: 2 000 000+ - UK: 100 000+ - CAN: 80 000+ - DNK: 10 000+                                 |
| 2017 | More Life - Wydany: 18 marca 2017 - Wytwórnia: Young Money, Cash Money, Republic                                                           | - USA: 4x platynowa płyta - UK: 2x platynowa płyta - CAN: 2x platynowa płyta - FRA: platynowa płyta - DNK: 3x platynowa płyta - POL: złota płyta | - USA: 4 000 000+ - UK: 600 000+ - CAN: 160 000+ - FRA: 100 000+ - DNK: 60 000+ - POL: 10 000+ |
| 2020 | Dark Lane Demo Tapes - Wydany: 1 maja 2020 - Wytwórnia: OVO, Republic                                                                      | - UK: złota płyta - DNK: złota - POL: złota płyta                                                                                                | - UK: 100 000+ - DNK: 10 000+ - POL: 10 000+                                                   |

## Single

### Single solowe
| Rok                                     | Singel                                                | Najwyższa pozycja | Najwyższa pozycja | Najwyższa pozycja | Najwyższa pozycja | Najwyższa pozycja | Certyfikaty | Album                                |
| Rok                                     | Singel                                                | CAN               | UK                | USA               | USA R&B           | USA Rap           | Certyfikaty | Album                                |
| --------------------------------------- | ----------------------------------------------------- | ----------------- | ----------------- | ----------------- | ----------------- | ----------------- | --- | ------------------------------------ |
| 2007                                    | „Replacement Girl” (gośc. Trey Songz)                 | –                 | –                 | –                 | –                 | –                 | | Comeback Season                      |
| 2009                                    | „Best I Ever Had”                                     | 24                | 123               | 2                 | 1                 | 1                 | - USA: 4x platynowa płyta - UK: platynowa płyta | So Far Gone                          |
| 2009                                    | „Successful” (gośc. Trey Songz, Lil Wayne)            | –                 | –                 | 17                | 3                 | 2                 | - USA: platynowa płyta | So Far Gone                          |
| 2009                                    | „I’m Goin’ In” (gośc. Lil Wayne, Young Jeezy)         | –                 | –                 | 40                | 28                | 11                | - USA: platynowa płyta | So Far Gone                          |
| 2009                                    | „Forever” (gośc. Kanye West, Lil Wayne, Eminem)       | 26                | 42                | 8                 | 2                 | 1                 | - USA: 6x platynowa płyta - UK: platynowa płyta | More Than a Game OST                 |
| 2010                                    | „Over”                                                | 17                | 50                | 14                | 2                 | 1                 | - USA: 3x platynowa płyta - UK: srebrna płyta | Thank Me Later                       |
| 2010                                    | „Find Your Love”                                      | 10                | 24                | 5                 | 3                 | –                 | - USA: 3x platynowa płyta - UK: srebrna płyta | Thank Me Later                       |
| 2010                                    | „Miss Me” (gośc. Lil Wayne)                           | 73                | 162               | 15                | 3                 | 3                 | - USA: platynowa płyta | Thank Me Later                       |
| 2010                                    | „Fancy” (gośc. Swizz Beatz, T.I.)                     | –                 | –                 | 74                | 10                | 9                 | - USA: platynowa płyta | Thank Me Later                       |
| 2011                                    | „Marvins Room"                                        | –                 | –                 | 21                | 7                 | –                 | - USA: 3x platynowa płyta - UK: platynowa płyta - DNK: złota płyta                                                                                         | Take Care                            |
| 2011                                    | „Headlines”                                           | 18                | 57                | 13                | 2                 | 1                 | - USA: 8x platynowa płyta - UK: platynowa płyta - CAN: platynowa płyta - DNK: złota płyta                                                                  | Take Care                            |
| 2011                                    | „Make Me Proud” (gośc. Nicki Minaj)                   | 25                | 49                | 9                 | 1                 | 1                 | - USA: platynowa płyta - UK: srebrna płyta | Take Care                            |
| 2011                                    | „The Motto” (gośc. Lil Wayne)                         | 52                | 90                | 15                | 1                 | 1                 | - USA: 8x platynowa płyta | Take Care                            |
| 2012                                    | „Take Care” (gośc. Rihanna)                           | 15                | 9                 | 7                 | 26                | 2                 | - USA: 7x platynowa płyta - UK: 2x platynowa płyta - AUS: 6x platynowa płyta - CAN: 2x platynowa płyta - GER: złota płyta                                  | Take Care                            |
| 2012                                    | „HYFR (Hell Ya Fucking Right)” (gośc. Lil Wayne)      | –                 | –                 | 62                | 20                | 17                | - USA: 2x platynowa płyta - UK: srebrna płyta | Take Care                            |
| 2012                                    | „Crew Love” (gośc. The Weeknd)                        | 80                | 37                | 80                | 9                 | 14                | - USA: platynowa płyta - UK: platynowa płyta | Take Care                            |
| 2013                                    | „Started from the Bottom”                             | 36                | 25                | 6                 | 2                 | 2                 | - USA: 8x platynowa płyta - UK: platynowa płyta - AUS: 3x platynowa płyta - CAN: platynowa płyta                                                           | Nothing Was the Same                 |
| 2013                                    | „Hold On, We’re Going Home” (gośc. Majid Jordan)      | 5                 | 4                 | 4                 | 1                 | –                 | - USA: 9x platynowa płyta - UK: 2x platynowa płyta - AUS: 7x platynowa płyta - GER: platynowa płyta - CAN: platynowa płyta                                 | Nothing Was the Same                 |
| 2013                                    | „All Me” (gośc. Big Sean, 2 Chainz)                   | 72                | 112               | 20                | 6                 | 4                 | - USA: 2x platynowa płyta - UK: srebrna płyta | Nothing Was the Same                 |
| 2013                                    | „Pound Cake” (gośc. Jay-Z)                            | 88                | 111               | 65                | 24                | 17                | - USA: platynowa płyta - UK: złota płyta | Nothing Was the Same                 |
| 2013                                    | „The Language”                                        | –                 | 143               | 51                | 13                | 9                 | - USA: platynowa płyta | Nothing Was the Same                 |
| 2013                                    | „Too Much” (gośc. Sampha)                             | 90                | 86                | 64                | 23                | 16                | - USA: platynowa płyta - UK: srebrna płyta | Nothing Was the Same                 |
| 2014                                    | „Worst Behavior”                                      | –                 | –                 | 89                | 29                | 10                | - USA: platynowa płyta - UK: srebrna płyta | Nothing Was the Same                 |
| 2014                                    | „0 to 100 / The Catch Up”                             | 59                | 68                | 35                | 8                 | 7                 | - USA: 2x platynowa płyta - UK: złoto płyta - DNK: złota płyta                                                                                             | singel niealbumowy                   |
| 2015                                    | „Preach” (gośc. PartyNextDoor)                        | 66                | 53                | 82                | 27                | –                 | - UK: srebrna płyta | If You’re Reading This It’s Too Late |
| 2015                                    | „Energy”                                              | 53                | 71                | 26                | 9                 | 5                 | - USA: 5x platynowa płyta - UK: złoto płyta - DNK: złota płyta                                                                                             | If You’re Reading This It’s Too Late |
| 2015                                    | „Back to Back”                                        | 27                | 77                | 21                | 8                 | 6                 | - USA: 2x platynowa płyta - UK: srebrna płyta | singel niealbumowy                   |
| 2015                                    | „Charged Up”                                          | 75                | –                 | 78                | 21                | 18                | | singel niealbumowy                   |
| 2015                                    | „Hotline Bling”                                       | 3                 | 3                 | 2                 | 1                 | 1                 | - USA: diamentowa płyta - UK: 2x platynowa płyta - AUS: 7x platynowa płyta - MEX: 3x platynowa + złota płyta - FRA: platynowa płyta - POL: platynowa płyta | Views                                |
| 2015                                    | „Right Hand”                                          | 72                | 81                | 58                | 19                | 15                | - USA: platynowa płyta - UK: srebrna płyta | singel niealbumowy                   |
| 2015                                    | „Jumpman” (gośc. Future)                              | 44                | 58                | 12                | 3                 | 2                 | - USA: 5x platynowa płyta - UK: platynowa płyta - GER: złota płyta - AUS: 2x platynowa płyta - DNK: złota płyta                                            | What a Time to Be Alive              |
| 2016                                    | „Summer Sixteen”                                      |                   |                   |                   |                   |                   | - USA: platynowa płyta - UK: srebrna płyta - CAN: złota płyta                                                                                              | singel niealbumowy                   |
| 2016                                    | „One Dance” (gośc. Wizkid, Kyla)                      |                   |                   |                   |                   |                   | - USA: 11x platynowa płyta - UK: 6x platynowa płyta - CAN: diamentowa płyta - GER: 2x platynowa płyta - AUS: 10x platynowa płyta - POL: 3x platynowa płyta | Views                                |
| 2016                                    | „Pop Style” (gośc. Kanye West, Jay-Z jako The Throne) |                   |                   |                   |                   |                   | - USA: 2x platynowa płyta - UK: złota płyta | Views                                |
| 2016                                    | „Controlla”                                           |                   |                   |                   |                   |                   | - USA: 5x platynowa płyta - UK: 2x platynowa płyta - AUS: 3x platynowa płyta - GER: złota płyta - CAN: 2x platynowa płyta                                  | Views                                |
| 2016                                    | „Too Good” (gośc. Rihanna)                            |                   |                   |                   |                   |                   | - USA: 5x platynowa płyta - UK: 3x platynowa płyta - AUS: 5x platynowa płyta - CAN: 4x platynowa płyta - GER: złota płyta                                  | Views                                |
| 2016                                    | „Fake Love”                                           |                   |                   |                   |                   |                   | - USA: 6x platynowa płyta - UK: platynowa płyta - AUS: 4x platynowa płyta - GER: złota płyta - DNK: platynowa płyta                                        | More Life                            |
| 2016                                    | „Sneakin'” (gośc. 21 Savage)                          |                   |                   |                   |                   |                   | - USA: platynowa płyta - UK: srebrna płyta | singel niealbumowy                   |
| 2016                                    | „Two Birds, One Stone”                                |                   |                   |                   |                   |                   | | singel niealbumowy                   |
| 2017                                    | „No Frauds” (oraz Nicki Minaj, Lil Wayne)             |                   |                   |                   |                   |                   | - UK: srebrna płyta - CAN: złota płyta | singel niealbumowy                   |
| 2017                                    | „Passionfruit”                                        |                   |                   |                   |                   |                   | - USA: 7x platynowa płyta - UK: 3x platynowa płyta - AUS: 6x platynowa płyta - GER: złota płyta - DNK: 2x platynowa płyta - POL: złota płyta               | More Life                            |
| 2017                                    | „Free Smoke”                                          |                   |                   |                   |                   |                   | - USA: platynowa płyta - UK: srebrna płyta | More Life                            |
| 2017                                    | „Portland” (gośc. Quavo, Travis Scott)                |                   |                   |                   |                   |                   | - USA: 2x platynowa płyta - UK: złota płyta - DNK: złota płyta - ITA: złota płyta - POR: złota płyta                                                       | More Life                            |
| 2017                                    | „Glow” (gośc. Kanye West)                             |                   |                   |                   |                   |                   | | More Life                            |
| 2017                                    | „Signs”                                               |                   |                   |                   |                   |                   | - USA: platynowa płyta - UK: platynowa płyta - CAN: 2x platynowa płyta - AUS: platynowa płyta - FRA: złota płyta                                           | singel niealbumowy                   |
| 2018                                    | „God’s Plan”                                          |                   |                   |                   |                   |                   | - USA: 16x platynowa płyta - UK: 4x platynowa płyta - CAN: diamentowa płyta - AUS: 9x platynowa płyta - FRA: diamentowa płyta - POL: 3x platynowa płyta    | Scorpion                             |
| 2018                                    | „Nice for What”                                       |                   |                   |                   |                   |                   | - USA: 9x platynowa płyta - UK: 3x platynowa płyta - AUS: 6x platynowa płyta - CAN: 4x platynowa płyta - FRA: platynowa płyta                              | Scorpion                             |
| 2018                                    | „Yes Indeed” (oraz Lil Baby)                          |                   |                   |                   |                   |                   | - USA: 7x platynowa płyta - UK: złota płyta - CAN: 3x platynowa płyta - DNK: złota płyta - POR: złota płyta                                                | Harder Than Ever                     |
| 2018                                    | „I’m Upset”                                           |                   |                   |                   |                   |                   | - USA: 3x platynowa płyta - UK: złota płyta - CAN: platynowa płyta - POR: złota płyta                                                                      | Scorpion                             |
| 2018                                    | „Don’t Matter to Me” (oraz Michael Jackson)           |                   |                   |                   |                   |                   | - UK: platynowa płyta - AUS: 2x platynowa płyta - FRA: złota płyta - DNK: platynowa płyta - CAN: złota płyta                                               | Scorpion                             |
| 2018                                    | „In My Feelings”                                      |                   |                   |                   |                   |                   | - USA: 8x platynowa płyta - UK: 2x platynowa płyta - AUS: 6x platynowa płyta - CAN: 5x platynowa płyta - FRA: platynowa płyta - POL: platynowa płyta       | Scorpion                             |
| 2018                                    | „Nonstop”                                             |                   |                   |                   |                   |                   | - USA: 7x platynowa płyta - UK: platynowa płyta - GER: złota płyta - FRA: złota płyta - CAN: platynowa płyta - POL: złota płyta                            | Scorpion                             |
| 2019                                    | „Mob Ties”                                            |                   |                   |                   |                   |                   | - UK: złota płyta - CAN: złota płyta - POR: złota płyta | Scorpion                             |
| 2019                                    | „Girls Need Love (Remix)” (oraz Summer Walker)        |                   |                   |                   |                   |                   | - UK: platynowa płyta - CAN: 3x platynowa płyta - AUS: 3x platynowa płyta - POR: platynowa płyta                                                           | Last Day of Summer                   |
| 2019                                    | „Money in the Grave” (gośc. Rick Ross)                |                   |                   |                   |                   |                   | - USA: 6x platynowa płyta - UK: platynowa płyta - AUS: 4x platynowa płyta - FRA: złota płyta - DNK: złota płyta - POL: złota płyta                         | The Best in the World Pack           |
| 2019                                    | „Omertà”                                              |                   |                   |                   |                   |                   | | The Best in the World Pack           |
| 2020                                    | „Toosie Slide”                                        |                   |                   |                   |                   |                   | - UK: platynowa płyta - CAN: 4x platynowa płyta - FRA: platynowa płyta - GER: złota płyta - AUS: 2x platynowa płyta - POL: platynowa płyta                 | Dark Lane Demo Tapes                 |
| 2020                                    | „Only You Freestyle” (oraz Headie One)                |                   |                   |                   |                   |                   | - UK: złota płyta - CAN: złota płyta | Edna                                 |
| 2020                                    | „Laugh Now Cry Later” (gośc. Lil Durk)                |                   |                   |                   |                   |                   | - USA: 6x platynowa płyta - UK: platynowa płyta - CAN: 4x platynowa płyta - FRA: złota płyta - AUS: platynowa płyta - POL: złota płyta                     | singel niealbumowy                   |
| 2021                                    | „What’s Next”                                         |                   |                   |                   |                   |                   | - UK: srebrna płyta - CAN: platynowa płyta | Scary Hours 2                        |
| 2021                                    | „Way 2 Sexy” (gośc. Future, Young Thug)               |                   |                   |                   |                   |                   | - UK: srebrna płyta - ITA: złota płyta - AUS: złota płyta - POL: złota płyta - POR: złota płyta                                                            | Certified Lover Boy                  |
| 2021                                    | „Girls Want Girls” (gośc. Lil Baby)                   |                   |                   |                   |                   |                   | - UK: platynowa płyta | Certified Lover Boy                  |
| 2021                                    | „Knife Talk” (gośc. 21 Savage, Project Pat)           |                   |                   |                   |                   |                   | - USA: 5x platynowa płyta - UK: srebrna płyta - AUS: złota płyta - POL: złota płyta - NZL: złota płyta                                                     | Certified Lover Boy                  |
| 2022                                    | „Sticky”                                              |                   |                   |                   |                   |                   | - USA: platynowa płyta - UK: srebrna płyta | Honestly, Nevermind                  |
| 2022                                    | „Massive”                                             |                   |                   |                   |                   |                   | - UK: złota płyta | Honestly, Nevermind                  |
| 2022                                    | „Jimmy Cooks” (gośc. 21 Savage)                       |                   |                   |                   |                   |                   | - USA: 3x platynowa płyta - UK: platynowa płyta - FRA: złota płyta - AUS: platynowa płyta - ITA: złota płyta - POL: platynowa płyta                        | Honestly, Nevermind                  |
| 2022                                    | „Circo Loco” (oraz 21 Savage)                         |                   |                   |                   |                   |                   | | Her Loss                             |
| 2023                                    | „Search & Rescue”                                     |                   |                   |                   |                   |                   | - UK: srebrna płyta | For All the Dogs                     |
| 2023                                    | „On the Radar Freestyle” (oraz Central Cee)           |                   |                   |                   |                   |                   | | singel niealbumowy                   |
| 2023                                    | „Slime You Out” (gośc. SZA)                           |                   |                   |                   |                   |                   | | For All the Dogs                     |
| 2023                                    | „8AM in Charlotte”                                    |                   |                   |                   |                   |                   | | For All the Dogs                     |
| 2023                                    | „Rich Baby Daddy” (gośc. Sexyy Red, SZA)              |                   |                   |                   |                   |                   | - NZL: złota płyta - POL: złota plyta | For All the Dogs                     |
| „–” Singel nie zajął miejsc na listach. |                                                       |                   |                   |                   |                   |                   | |                                      |

### Single gościnne
| Rok                                     | Singel                                                                  | Najwyższa pozycja | Najwyższa pozycja | Najwyższa pozycja | Najwyższa pozycja | Certyfikat | Album                                       |
| Rok                                     | Singel                                                                  | CAN               | USA               | USA R&B           | USA Rap           | Certyfikat | Album                                       |
| --------------------------------------- | ----------------------------------------------------------------------- | ----------------- | ----------------- | ----------------- | ----------------- | --- | ------------------------------------------- |
| 2009                                    | „The One” (Mary J. Blige; gośc. Drake)                                  | 83                | 63                | 32                | –                 | | Stronger with Each Tear                     |
| 2009                                    | „Digital Girl (Remix)” (Jamie Foxx; gośc. Drake, The-Dream, Kanye West) | –                 | 92                | 38                | –                 | | Intuition                                   |
| 2009                                    | „Money to Blow” (Birdman; gośc. Drake, Lil Wayne)                       | –                 | 26                | 2                 | 2                 | - USA: platynowa płyta | Pricele$$                                   |
| 2009                                    | „I Invented Sex” (Trey Songz; gośc. Drake)                              | –                 | 42                | 1                 | –                 | | Ready                                       |
| 2009                                    | „Fed Up” (DJ Khaled; gośc. Usher, Young Jeezy, Rick Ross, Drake)        | –                 | 124               | 45                | 22                | | Victory                                     |
| 2009                                    | „Say Something” (Timbaland; gośc. Drake)                                | –                 | 23                | 1                 | 1                 | | Shock Value 2                               |
| 2009                                    | „4 My Town (Play Ball)” (Birdman; gośc. Drake, Lil Wayne)               | –                 | 90                | 37                | 17                | | Pricele$$                                   |
| 2010                                    | „Right Above It” (Lil Wayne; gośc. Drake)                               | 34                | 6                 | 4                 | 1                 | - USA: 5x platynowa płyta - UK: srebrna płyta - AUS: złota płyta                                                                                        | I Am Not a Human Being                      |
| 2010                                    | „Un-Thinkable (I’m Ready) (Remix)” (Alicia Keys; gośc. Drake)           | –                 | 21                | –                 | –                 | - USA: 3x platynowa płyta | The Element of Freedom                      |
| 2010                                    | „Aston Martin Music” (Rick Ross; gośc. Chrisette Michele, Drake)        | –                 | 30                | 2                 | 1                 | - USA: 3x platynowa płyta | Teflon Don                                  |
| 2010                                    | „Loving You No More” (Diddy-Dirty Money; gośc. Drake)                   | –                 | 91                | 20                | 17                | | Last Train to Paris                         |
| 2010                                    | „What’s My Name?” (Rihanna; gośc. Drake)                                | 5                 | 1                 | 2                 | –                 | - USA: 6x platynowa płyta - UK: 2x platynowa płyta - GER: złota płyta - AUS: platynowa płyta - DNK: złota płyta                                         | Loud                                        |
| 2010                                    | „Fall for Your Type” (Jamie Foxx; gośc. Drake)                          | –                 | 50                | 1                 | –                 | | Best Night of My Life                       |
| 2010                                    | „Moment 4 Life” (Nicki Minaj; gośc. Drake)                              | 27                | 13                | 1                 | 1                 | - USA: platynowa płyta - UK: platynowa płyta | Pink Friday                                 |
| 2010                                    | „Put It Down” (Bun B; gośc. Drake)                                      | –                 | –                 | 81                | –                 | | Trill OG                                    |
| 2011                                    | „Celebration” (Tank; gośc. Drake)                                       | –                 | –                 | 73                | –                 | | Now or Never                                |
| 2011                                    | „Unusual” (Trey Songz; gośc. Drake)                                     | –                 | 68                | 7                 | –                 | | Passion, Pain & Pleasure                    |
| 2011                                    | „I’m on One” (DJ Khaled; gośc. Drake, Rick Ross, Lil Wayne)             | 67                | 10                | 1                 | 1                 | - USA: złota płyta - UK: srebrna płyta | We the Best Forever                         |
| 2011                                    | „She Will” (Lil Wayne; gośc. Drake)                                     | 16                | 3                 | 1                 | 2                 | - USA: 4x platynowa płyta | Tha Carter IV                               |
| 2011                                    | „It’s Good” (Lil Wayne; gośc. Drake)                                    |                   | 79                |                   |                   | | Tha Carter IV                               |
| 2011                                    | „Still Got It” (Tyga; gośc. Drake)                                      | –                 | 89                | 70                | –                 | | Careless World: Rise of the Last King       |
| 2011                                    | „Tony Montana” (remix) (Future; gośc. Drake)                            | –                 | –                 | –                 | –                 | - USA: złota płyta | singel niealbumowy                          |
| 2011                                    | „Round of Applause” (Waka Flocka Flame; gośc. Drake)                    | –                 | 86                | 15                | 17                | | Triple F Life: Friends, Fans and Family     |
| 2011                                    | „Mr. Wrong” (Mary J. Blige; gośc. Drake)                                | –                 | 103               | 32                | –                 | | My Life II... The Journey Continues (Act 1) |
| 2011                                    | „So Good” (Shanell; gośc. Lil Wayne, Drake)                             | –                 | –                 | –                 | –                 | | Midnight Mimosas                            |
| 2012                                    | „Stay Schemin'” (Rick Ross; gośc. Drake, French Montana)                | –                 | 58                | 40                | 20                | - USA: platynowa płyta | Rich Forever                                |
| 2012                                    | „No Lie” (2 Chainz; gośc. Drake)                                        | –                 | 24                | 1                 | 1                 | - USA: 3x platynowa płyta | Based on a T.R.U. Story                     |
| 2012                                    | „Pop That” (French Montana; gośc. Drake, Rick Ross, Lil Wayne)          | –                 | 42                | 8                 | 3                 | - USA: 2x platynowa płyta - CAN: platynowa płyta | Excuse My French                            |
| 2012                                    | „Amen” (Meek Mill; gośc. Drake)                                         | –                 | 57                | 5                 | 4                 | - USA: złota płyta | Dreamchasers 2 Dreams and Nightmares        |
| 2012                                    | „Enough Said” (Aaliyah; gośc. Drake)                                    | –                 | –                 | 55                | –                 | | singel niealbumowy                          |
| 2012                                    | „Fuckin' Problems” (ASAP Rocky; gośc. Drake, 2 Chainz, Kendrick Lamar)  | 65                | 8                 | 2                 | 2                 | - USA: 8x platynowa płyta - UK: platynowa płyta - AUS: 3x platynowa płyta - GER: złota płyta - CAN: platynowa płyta                                     | Long. Live. ASAP                            |
| 2012                                    | „Diced Pineapples” (Rick Ross; gośc. Wale, Drake)                       | –                 | 71                | 16                | 14                | - USA: platynowa płyta | God Forgives, I Don’t                       |
| 2012                                    | „The Zone” (The Weeknd; gośc. Drake)                                    | –                 | –                 | –                 | –                 | - USA: platynowa płyta | Trilogy                                     |
| 2013                                    | „Poetic Justice” (Kendrick Lamar; gośc. Drake)                          |                   |                   |                   |                   | - USA: 2x platynowa płyta - UK: złota płyta - AUS: platynowa płyta                                                                                      | Good Kid, M.A.A.D City                      |
| 2013                                    | „Love Me” (Lil Wayne; gośc. Drake, Future)                              |                   |                   |                   |                   | - USA: 7x platynowa płyta - UK: srebrna płyta - AUS: złota płyta                                                                                        | I Am Not a Human Being II                   |
| 2013                                    | „Right Here” (Justin Bieber; gośc. Drake)                               |                   |                   |                   |                   | - USA: złota płyta | Believe                                     |
| 2013                                    | „No New Friends” (DJ Khaled; gośc. Drake, Rick Ross, Lil Wayne)         |                   |                   |                   |                   | - USA: złota płyta | Suffering from Success                      |
| 2013                                    | „No Guns Allowed” (Snoop Lion; gośc. Drake, Cori B)                     |                   |                   |                   |                   | | Reincarnated                                |
| 2013                                    | „Live For” (The Weeknd; gośc. Drake)                                    |                   |                   |                   |                   | | Kiss Land                                   |
| 2013                                    | „Over Here” (PartyNextDoor; gośc. Drake)                                |                   |                   |                   |                   | | PartyNextDoor                               |
| 2013                                    | „Know Bout Me” (Timbaland; gośc. Jay-Z, Drake, James Fauntleroy)        |                   |                   |                   |                   | | singel niealbumowy                          |
| 2014                                    | „Odio” (Romeo Santos; gośc. Drake)                                      |                   |                   |                   |                   | - USA: 34x platynowa płyta (latin) | Formula, Vol. 2                             |
| 2014                                    | „Who Do You Love?” (YG; gośc. Drake)                                    |                   |                   |                   |                   | - USA: 2x platynowa płyta | My Krazy Life                               |
| 2014                                    | „Trophies” (Young Money; gośc. Drake)                                   |                   |                   |                   |                   | - UK: srebrna płyta | Rise of an Empire                           |
| 2014                                    | „Believe Me” (Lil Wayne; gośc. Drake)                                   |                   |                   |                   |                   | - USA: 2x platynowa płyta | singel niealbumowy                          |
| 2014                                    | „Recognize” (PartyNextDoor; gośc. Drake)                                |                   |                   |                   |                   | - USA: 2x platynowa płyta - UK: srebrna płyta | PartyNextDoor Two                           |
| 2014                                    | „Tuesday” (ILoveMakonnen; gośc. Drake)                                  |                   |                   |                   |                   | - USA: platynowa płyta | ILoveMakonnen                               |
| 2014                                    | „Only” (Nicki Minaj; gośc. Drake, Lil Wayne, Chris Brown)               | 20                | 12                | 1                 | 1                 | - USA: 3x platynowa płyta - UK: platynowa płyta | The Pinkprint                               |
| 2015                                    | „Truffle Butter” (Nicki Minaj; gośc. Drake, Lil Wayne)                  | 43                | 14                | 4                 | 2                 | - UK: złota płyta | The Pinkprint                               |
| 2015                                    | „Blessings” (Big Sean; gośc. Drake, Kanye West)                         | 59                | 28                | 9                 | 5                 | - USA: 4x platynowa płyta - UK: srebrna płyta - CAN: platynowa płyta                                                                                    | Dark Sky Paradise                           |
| 2015                                    | „100” (The Game; gośc. Drake)                                           | 63                | 82                | 25                | 22                | - USA: platynowa płyta | The Documentary 2                           |
| 2015                                    | „R.I.C.O.” (Meek Mill; gośc. Drake)                                     | 48                | 40                | 15                | 9                 | - USA: 2x platynowa płyta - UK: srebrna płyta | Dreams Worth More Than Money                |
| 2015                                    | „My Love” (Majid Jordan; gośc. Drake)                                   |                   |                   |                   |                   | - CAN: złota płyta | Majid Jordan                                |
| 2015                                    | „Where Ya At” (Future; gośc. Drake)                                     |                   |                   |                   |                   | - USA: 4x platynowa płyta - AUS: złota płyta | DS2                                         |
| 2016                                    | „Work” (Rihanna; gośc. Drake)                                           |                   |                   |                   |                   | - USA: 9x platynowa płyta - UK: 3x platynowa płyta - CAN: 9x platynowa płyta - GER: platynowa płyta - FRA: diamentowa płyta - POL: platynowa płyta      | Anti                                        |
| 2016                                    | „Come and See Me” (PartyNextDoor; gośc. Drake)                          |                   |                   |                   |                   | - USA: 3x platynowa płyta - UK: złota płyta - DNK: złota płyta - POR: złota płyta                                                                       | PartyNextDoor 3                             |
| 2016                                    | „Why You Always Hatin?” (YG; gośc. Drake, Kamaiyah)                     |                   |                   |                   |                   | - USA: 2x platynowa płyta | Still Brazy                                 |
| 2016                                    | „For Free” (DJ Khaled; gośc. Drake)                                     |                   |                   |                   |                   | - USA: 3x platynowa płyta - UK: złota płyta - CAN: 2x platynowa płyta                                                                                   | Major Key                                   |
| 2016                                    | „Back on Road” (Gucci Mane, gośc. Drake)                                |                   |                   |                   |                   | - USA: złota płyta | Everybody Looking                           |
| 2016                                    | „No Shopping” (French Montana; gośc. Drake)                             |                   |                   |                   |                   | - USA: platynowa płyta - CAN: platynowa płyta | MC4                                         |
| 2016                                    | „Big Amount” (2 Chainz; gośc. Drake)                                    |                   |                   |                   |                   | - USA: platynowa płyta | Daniel Son; Necklace Don                    |
| 2016                                    | „Wanna Know (Remix)” (Dave; gośc. Drake)                                |                   |                   |                   |                   | - UK: platynowa płyta | singel niealbumowy                          |
| 2016                                    | „Used to This” (Future; gośc. Drake)                                    |                   |                   |                   |                   | - USA: 2x platynowa płyta - CAN: złota płyta | Future                                      |
| 2017                                    | „Both” (Gucci Mane; gośc. Drake)                                        | 43                | 41                | 16                | 11                | - USA: 4x platynowa płyta - UK: srebrna płyta | The Return of East Atlanta Santa            |
| 2017                                    | „Come Closer” (Wizkid; gośc. Drake)                                     | 54                | –                 | –                 | –                 | - USA: platynowa płyta - UK: złota płyta - CAN: platynowa płyta - SWI: złota płyta                                                                      | Sounds from the Other Side                  |
| 2017                                    | „No Complaints” (Metro Boomin; gośc. Drake, Offset)                     |                   |                   |                   |                   | - USA: platynowa płyta - CAN: 2x platynowa płyta | Not All Heroes Wear Capes                   |
| 2018                                    | „Look Alive” (BlocBoy JB; gośc. Drake)                                  |                   |                   |                   |                   | - USA: 5x platynowa płyta - UK: platynowa płyta - AUS: 2x platynowa płyta - FRA: złota płyta - DNK: złota płyta                                         | Simi                                        |
| 2018                                    | „Lemon (Drake Remix)” (N.E.R.D, Rihanna; gośc. Drake)                   |                   |                   |                   |                   | - NZL: platynowa płyta | singel niealbumowy                          |
| 2018                                    | „Walk It Talk It” (Migos; gośc. Drake)                                  |                   |                   |                   |                   | - USA: 6x platynowa płyta - UK: złota płyta - FRA: platynowa płyta - CAN: 2x platynowa płyta - DNK: złota płyta - POL: złota płyta                      | Culture II                                  |
| 2018                                    | „Bigger Than You” (2 Chainz; gośc. Drake, Quavo)                        |                   |                   |                   |                   | - USA: platynowa płyta - AUS: złota płyta | singel niealbumowy                          |
| 2018                                    | „Sicko Mode” (Travis Scott; gośc. Drake)                                |                   |                   |                   |                   | - USA: diamentowa płyta - UK: 2x platynowa płyta - CAN: diamentowa płyta - AUS: 9x platynowa płyta - BRA: 3x diamentowa płyta - POL: 4x platynowa płyta | Astroworld                                  |
| 2018                                    | „No Stylist” (French Montana; gośc. Drake)                              |                   |                   |                   |                   | - USA: 2x platynowa płyta - UK: złota płyta - CAN: 3x platynowa płyta - GER: złota płyta - AUS: złota płyta - POL: złota płyta                          | Montana                                     |
| 2018                                    | „Mia” (Bad Bunny; gośc. Drake)                                          |                   |                   |                   |                   | - USA: 5x diamentowa płyta (latin) - UK: złota płyta - FRA: diamentowa płyta - CAN: 3x platynowa płyta - GER: złota płyta                               | X 100pre                                    |
| 2019                                    | „Going Bad” (Meek Mill; gośc. Drake)                                    |                   |                   |                   |                   | - USA: 5x platynowa płyta - UK: platynowa płyta - CAN: 5x platynowa płyta - GER: złota płyta - AUS: platynowa płyta - POL: złota płyta                  | Championships                               |
| 2019                                    | „No Guidance” (Chris Brown; gośc. Drake)                                |                   |                   |                   |                   | - USA: 8x platynowa płyta - UK: 2x platynowa płyta - AUS: 4x platynowa płyta - CAN: 3x platynowa płyta - GER: złota płyta - POL: złota płyta            | Indigo                                      |
| 2019                                    | „Gold Roses” (Rick Ross; gośc. Drake)                                   |                   |                   |                   |                   | - USA: platynowa płyta - CAN: złota płyta | Port of Miami 2                             |
| 2019                                    | „Won’t Be Late” (Swae Lee; gośc. Drake)                                 |                   |                   |                   |                   | | singel niealbumowy                          |
| 2019                                    | „Loyal” (PartyNextDoor; gośc. Drake)                                    |                   |                   |                   |                   | - USA: platynowa płyta - UK: złota płyta - POR: złota płyta                                                                                             | Partymobile                                 |
| 2020                                    | „Life Is Good” (Future; gośc. Drake)                                    |                   |                   |                   |                   | - USA: 11x platynowa płyta - UK: 2x platynowa płyta - CAN: 8x platynowa płyta - FRA: platynowa płyta - GER: złota płyta - POL: 2x platynowa płyta       | High Off Life                               |
| 2020                                    | „Oprah’s Bank Account” (Lil Yachty, DaBaby; gośc. Drake)                |                   |                   |                   |                   | - USA: platynowa płyta - AUS: złota płyta | Lil Boat 3                                  |
| 2020                                    | „Popstar” (DJ Khaled; gośc. Drake)                                      |                   |                   |                   |                   | - USA: 3x platynowa płyta - UK: złota płyta - AUS: 2x platynowa płyta - FRA: złota płyta - MEX: platynowa + złota płyta - POL: złota płyta              | Khaled Khaled                               |
| 2020                                    | „Greece” (DJ Khaled; gośc. Drake)                                       |                   |                   |                   |                   | - USA: 2x platynowa płyta - UK: platynowa płyta - GER: złota płyta - FRA: złota płyta - AUS: platynowa płyta                                            | Khaled Khaled                               |
| 2020                                    | „Twist & Turn” (Popcaan; gośc. Drake, PartyNextDoor)                    |                   |                   |                   |                   | - UK: srebrna płyta | Fixtape                                     |
| 2020                                    | „Mr. Right Now” (21 Savage, Metro Boomin; gośc. Drake)                  |                   |                   |                   |                   | - USA: platynowa płyta - CAN: złota płyta | Savage Mode II                              |
| 2020                                    | „Outta Time” (Bryson Tiller; gośc. Drake)                               |                   |                   |                   |                   | - UK: srebrna płyta - CAN: złota płyta | Anniversary                                 |
| 2020                                    | „You’re Mines Still” (Yung Bleu; gośc. Drake)                           |                   |                   |                   |                   | - USA: 2x platynowa płyta - UK: złota płyta | Moon Boy                                    |
| 2020                                    | „B.B. King Freestyle” (Lil Wayne; gośc. Drake)                          |                   |                   |                   |                   | | No Ceilings 3                               |
| 2021                                    | „Talk to Me” (Drakeo the Ruler; gośc. Drake)                            |                   |                   |                   |                   | | The Truth Hurts                             |
| 2021                                    | „Wasting Time” (Brent Faiyaz; gośc. Drake, The Neptunes)                |                   |                   |                   |                   | - USA: platynowa płyta | Wasteland                                   |
| 2021                                    | „Over the Top” (Smiley; gośc. Drake)                                    |                   |                   |                   |                   | - USA: złota płyta | Buy or Bye 2                                |
| 2022                                    | „Wait for U” (Future; gośc. Drake, Tems)                                |                   |                   |                   |                   | - USA: 3x platynowa płyta - UK: platynowa płyta - AUS: 2x platynowa płyta - CAN: platynowa płyta - DNK: złota płyta                                     | I Never Liked You                           |
| 2022                                    | „Staying Alive” (DJ Khaled; gośc. Drake, Lil Baby)                      |                   |                   |                   |                   | - USA: platynowa płyta - SWI: złota płyta | God Did                                     |
| 2023                                    | „We Caa Done” (Popcaan; gośc. Drake)                                    |                   |                   |                   |                   | | Great Is He                                 |
| 2023                                    | „Who Told You” (J Hus; gośc. Drake)                                     |                   |                   |                   |                   | - UK: złota płyta - SWI: złota płyta | Beautiful and Brutal Yard                   |
| 2023                                    | „Oh U Went” (Young Thug; gośc. Drake)                                   |                   |                   |                   |                   | | Business Is Business                        |
| 2023                                    | „Meltdown” (Travis Scott; gośc. Drake)                                  |                   |                   |                   |                   | - POL: złota płyta | Utopia                                      |
| „–” Singel nie zajął miejsc na listach. |                                                                         |                   |                   |                   |                   | |                                             |

### Single promocyjne
| Rok  | Singel                                                 | Certyfikat                                 | Album                              |
| ---- | ------------------------------------------------------ | ------------------------------------------ | ---------------------------------- |
| 2010 | „9AM in Dallas”                                        |                                            | Thank Me Later                     |
| 2012 | „We in This Bitch 1.5” (DJ Drama; gośc. Drake, Future) |                                            | Quality Street Music               |
| 2013 | „Wu-Tang Forever”                                      |                                            | Nothing Was the Same               |
| 2017 | „To the Max” (DJ Khaled; gośc. Drake)                  | - USA: złota płyta                         | Grateful                           |
| 2018 | „Diplomatic Immunity”                                  |                                            | Scary Hours                        |
| 2019 | „Behind Barz”                                          | - USA: platynowa płyta - UK: srebrna płyta | Top Boy (muzyka z serialu Top Boy) |

#### Inne notowane lub certyfikowane utwory
| Rok                                    | Utwór                                                       | Najwyższa pozycja | Najwyższa pozycja | Najwyższa pozycja | Najwyższa pozycja | Certyfikat | Album                                |
| Rok                                    | Utwór                                                       | CAN               | USA               | USA R&B           | USA Rap           | Certyfikat | Album                                |
| -------------------------------------- | ----------------------------------------------------------- | ----------------- | ----------------- | ----------------- | ----------------- | --- | ------------------------------------ |
| 2009                                   | „November 18th"                                             | –                 | –                 | 58                | –                 | | So Far Gone                          |
| 2009                                   | „Fear"                                                      | –                 | –                 | 107               | –                 | | So Far Gone                          |
| 2009                                   | „Off That” (Jay-Z gośc. Drake)                              | –                 | –                 | 112               | –                 | | The Blueprint 3                      |
| 2010                                   | „I Get Paper” (gośc. Kevin Cossom)                          | 59                | –                 | –                 | –                 | | Utwór niealbumowy                    |
| 2010                                   | „Up All Night” (gośc. Nicki Minaj)                          | 80                | 49                | 59                | 20                | - USA: platynowa płyta                                                                                               | Thank Me Later                       |
| 2010                                   | „9AM in Dallas"                                             | 55                | 57                | –                 | –                 | | Thank Me Later                       |
| 2010                                   | „Fireworks” (gośc. Alicia Keys)                             | –                 | 71                | 117               | –                 | | Thank Me Later                       |
| 2010                                   | „Light Up” (gośc. Jay-Z)                                    | –                 | 116               | 85                | –                 | | Thank Me Later                       |
| 2010                                   | „Unforgettable” (gośc. Young Jeezy)                         | –                 | 124               | 106               | –                 | | Thank Me Later                       |
| 2010                                   | „Shut It Down” (gośc. The-Dream)                            | –                 | 125               | 71                | –                 | | Thank Me Later                       |
| 2010                                   | „Gonorrhea” (Lil Wayne gośc. Drake)                         | 86                | –                 | 17                | –                 | - USA: złota płyta                                                                                                   | I Am Not a Human Being               |
| 2010                                   | „With You” (Lil Wayne gośc. Drake)                          | –                 | 111               | 117               | —                 | | I Am Not a Human Being               |
| 2010                                   | „Poppin' Bottles” (T.I. gośc. Drake)                        | –                 | 115               | –                 | —                 | | No Mercy                             |
| 2011                                   | „In the Morning” (J. Cole gośc. Drake)                      | –                 | –                 | 117               | –                 | - USA: złota płyta                                                                                                   | Cole World: The Sideline Story       |
| 2011                                   | „Made Men” (Rick Ross gośc. Drake)                          | –                 | –                 | 107               | –                 | | utwór niealbumowy                    |
| 2011                                   | „Hate Sleeping Alone"                                       | –                 | 67                | –                 | –                 | | Take Care                            |
| 2011                                   | „We'll Be Fine” (gośc. Birdman)                             | –                 | 89                | –                 | –                 | | Take Care                            |
| 2011                                   | „HYFR (Hell Ya Fucking Right)” (gośc. Lil Wayne)            | –                 | –                 | 92                | –                 | | Take Care                            |
| 2011                                   | „Shot for Me"                                               | –                 | 100               | –                 | –                 | - USA: platynowa płyta - UK: platynowa płyta                                                                         | Take Care                            |
| 2011                                   | „Over My Dead Body"                                         | –                 | 102               | –                 | –                 | - UK: srebrna płyta                                                                                                  | Take Care                            |
| 2011                                   | „The Real Her” (gośc. Lil Wayne & André 3000)               | –                 | 104               | –                 | –                 | | Take Care                            |
| 2011                                   | „Practice"                                                  | –                 | –                 | –                 | –                 | - USA: platynowa płyta - UK: srebrna płyta                                                                           | Take Care                            |
| 2011                                   | „Under Ground Kings"                                        | –                 | 108               | –                 | –                 | | Take Care                            |
| 2011                                   | „Lord Knows” (gośc. Rick Ross)                              | –                 | 117               | –                 | –                 | | Take Care                            |
| 2011                                   | „Doing It Wrong”                                            | –                 | 119               | –                 | –                 | - USA: platynowa płyta - UK: srebrna płyta                                                                           | Take Care                            |
| 2011                                   | „Free Spirit” (gośc. Rick Ross)                             | –                 | –                 | 117               | –                 | | utwór niealbumowy                    |
| 2013                                   | „Furthest Thing”                                            |                   |                   |                   |                   | - USA: platynowa płyta                                                                                               | Nothing Was the Same                 |
| 2013                                   | „From Time” (gośc. Jhené Aiko)                              |                   |                   |                   |                   | - USA: platynowa płyta - UK: platynowa płyta - DNK: złota płyta                                                      | Nothing Was the Same                 |
| 2013                                   | „Pound Cake” / „Paris Morton Music 2”                       |                   |                   |                   |                   | - USA: platynowa płyta - UK: złota płyta                                                                             | Nothing Was the Same                 |
| 2013                                   | „Mine” (Beyoncé; gośc. Drake)                               |                   |                   |                   |                   | - USA: platynowa płyta - CAN: złota płyta                                                                            | Beyoncé                              |
| 2015                                   | „Legend”                                                    |                   |                   |                   |                   | - USA: 2x platynowa płyta - UK: srebrna płyta                                                                        | If You’re Reading This It’s Too Late |
| 2015                                   | „10 Bands”                                                  |                   |                   |                   |                   | - USA: platynowa płyta - UK: srebrna płyta                                                                           | If You’re Reading This It’s Too Late |
| 2015                                   | „Know Yourself”                                             |                   |                   |                   |                   | - USA: 2x platynowa płyta - UK: złota płyta                                                                          | If You’re Reading This It’s Too Late |
| 2015                                   | „6 God”                                                     |                   |                   |                   |                   | - USA: platynowa płyta                                                                                               | If You’re Reading This It’s Too Late |
| 2015                                   | „Jungle”                                                    |                   |                   |                   |                   | - USA: 3x platynowa płyta - UK: srebrna płyta                                                                        | If You’re Reading This It’s Too Late |
| 2015                                   | „Digital Dash” (oraz Future)                                |                   |                   |                   |                   | - USA: platynowa płyta                                                                                               | What a Time to Be Alive              |
| 2015                                   | „Big Rings” (oraz Future)                                   |                   |                   |                   |                   | - USA: 2x platynowa płyta                                                                                            | What a Time to Be Alive              |
| 2015                                   | „Diamonds Dancing” (oraz Future)                            |                   |                   |                   |                   | - USA: platynowa płyta                                                                                               | What a Time to Be Alive              |
| 2015                                   | „Scholarships” (oraz Future)                                |                   |                   |                   |                   | - USA: platynowa płyta                                                                                               | What a Time to Be Alive              |
| 2016                                   | „Legend”                                                    |                   |                   |                   |                   | - USA: platynowa płyta                                                                                               | Views                                |
| 2016                                   | „U with Me?”                                                |                   |                   |                   |                   | - USA: platynowa płyta - UK: srebrna płyta                                                                           | Views                                |
| 2016                                   | „Feel No Ways”                                              |                   |                   |                   |                   | - USA: platynowa płyta - UK: złota płyta                                                                             | Views                                |
| 2016                                   | „Hype”                                                      |                   |                   |                   |                   | - USA: platynowa płyta - UK: srebrna płyta                                                                           | Views                                |
| 2016                                   | „Redemption”                                                |                   |                   |                   |                   | - USA: platynowa płyta - UK: srebrna płyta                                                                           | Views                                |
| 2016                                   | „With You” (gośc. PartyNextDoor)                            |                   |                   |                   |                   | - USA: platynowa płyta - UK: srebrna płyta                                                                           | Views                                |
| 2016                                   | „Still Here”                                                |                   |                   |                   |                   | - USA: platynowa płyta - UK: srebrna płyta                                                                           | Views                                |
| 2016                                   | „Grammys” (gośc. Future)                                    |                   |                   |                   |                   | - USA: platynowa płyta - UK: srebrna płyta                                                                           | Views                                |
| 2016                                   | „Childs Play”                                               |                   |                   |                   |                   | - USA: platynowa płyta - UK: srebrna płyta                                                                           | Views                                |
| 2016                                   | „Fire & Desire”                                             |                   |                   |                   |                   | - USA: platynowa płyta - UK: srebrna płyta                                                                           | Views                                |
| 2017                                   | „No Long Talk” (gośc. Giggs)                                |                   |                   |                   |                   | - UK: srebrna płyta                                                                                                  | More Life                            |
| 2017                                   | „Jorja Interlude”                                           |                   |                   |                   |                   | - UK: srebrna płyta                                                                                                  | More Life                            |
| 2017                                   | „Get It Together” (gośc. Black Coffee, Jorja Smith)         |                   |                   |                   |                   | - UK: złota płyta | More Life                            |
| 2017                                   | „Madiba Riddim”                                             |                   |                   |                   |                   | - UK: srebrna płyta                                                                                                  | More Life                            |
| 2017                                   | „Blem”                                                      |                   |                   |                   |                   | - USA: platynowa płyta - UK: platynowa płyta                                                                         | More Life                            |
| 2017                                   | „4422” (gośc. Sampha)                                       |                   |                   |                   |                   | - UK: srebrna płyta                                                                                                  | More Life                            |
| 2017                                   | „Gyalchester”                                               |                   |                   |                   |                   | - USA: platynowa płyta - UK: złota płyta                                                                             | More Life                            |
| 2017                                   | „Skepta Interlude”                                          |                   |                   |                   |                   | - UK: srebrna płyta                                                                                                  | More Life                            |
| 2017                                   | „Sacrifices” (gośc. 2 Chainz, Young Thug)                   |                   |                   |                   |                   | - UK: srebrna płyta                                                                                                  | More Life                            |
| 2017                                   | „Teenage Fever”                                             |                   |                   |                   |                   | - USA: platynowa płyta - UK: platynowa płyta                                                                         | More Life                            |
| 2017                                   | „KMT” (gośc. Giggs)                                         |                   |                   |                   |                   | - UK: platynowa płyta                                                                                                | More Life                            |
| 2017                                   | „Do Not Disturb”                                            |                   |                   |                   |                   | - USA: platynowa płyta - UK: złota płyta                                                                             | More Life                            |
| 2018                                   | „Elevate”                                                   |                   |                   |                   |                   | - UK: srebrna płyta - CAN: złota płyta                                                                               | Scorpion                             |
| 2018                                   | „Emotionless”                                               |                   |                   |                   |                   | - UK: srebrna płyta - CAN: złota płyta                                                                               | Scorpion                             |
| 2018                                   | „Can’t Take a Joke”                                         |                   |                   |                   |                   | - UK: srebrna płyta - CAN: złota płyta                                                                               | Scorpion                             |
| 2018                                   | „Jaded”                                                     |                   |                   |                   |                   | - UK: srebrna płyta                                                                                                  | Scorpion                             |
| 2018                                   | „Finesse”                                                   |                   |                   |                   |                   | - UK: srebrna płyta                                                                                                  | Scorpion                             |
| 2018                                   | „Never Recover” (Lil Baby, Gunna; gośc. Drake)              |                   |                   |                   |                   | - USA: 2x platynowa płyta - UK: srebrna płyta - CAN: platynowa płyta                                                 | Drip Harder                          |
| 2018                                   | „Flip the Switch” (Quavo; gośc. Drake)                      |                   |                   |                   |                   | - USA: złota płyta                                                                                                   | Quavo Huncho                         |
| 2019                                   | „The Motion”                                                |                   |                   |                   |                   | - UK: srebrna płyta                                                                                                  | Care Package                         |
| 2020                                   | „Chicago Freestyle” (oraz Giveon)                           |                   |                   |                   |                   | - UK: platynowa płyta - FRA: złota płyta - ITA: złota płyta - DNK: złota płyta - POR: platynowa płyta                | Dark Lane Demo Tapes                 |
| 2020                                   | „Time Flies”                                                |                   |                   |                   |                   | - UK: srebrna płyta                                                                                                  | Dark Lane Demo Tapes                 |
| 2021                                   | „Wants and Needs” (gośc. Lil Baby)                          |                   |                   |                   |                   | - USA: 5x platynowa płyta - UK: złota płyta - DNK: złota płyta - AUS: złota płyta - POR: złota płyta                 | Scary Hours 2                        |
| 2021                                   | „Lemon Pepper Freestyle” (gośc. Rick Ross)                  |                   |                   |                   |                   | - UK: srebrna płyta                                                                                                  | Scary Hours 2                        |
| 2021                                   | „Solid” (Young Stoner Life, Young Thug, Gunna; gośc. Drake) |                   |                   |                   |                   | - USA: złota płyta                                                                                                   | Slime Language 2                     |
| 2021                                   | „Having Our Way” (Migos; gośc. Drake)                       |                   |                   |                   |                   | - USA: złota płyta                                                                                                   | Culture III                          |
| 2021                                   | „Champagne Poetry”                                          |                   |                   |                   |                   | - UK: srebrna płyta                                                                                                  | Certified Lover Boy                  |
| 2021                                   | „In the Bible” (gośc. Lil Durk, Giveon)                     |                   |                   |                   |                   | - CAN: platynowa płyta                                                                                               | Certified Lover Boy                  |
| 2021                                   | „Fair Trade” (gośc. Travis Scott)                           |                   |                   |                   |                   | - AUS: złota płyta - DNK: złota płyta - FRA: złota płyta - ITA: złota płyta - POL: złota płyta - UK: platynowa płyta | Certified Lover Boy                  |
| 2021                                   | „Yebba’s Heartbreak” (oraz Yebba)                           |                   |                   |                   |                   | - UK: srebrna płyta                                                                                                  | Certified Lover Boy                  |
| 2021                                   | „Fountains” (gośc. Tems)                                    |                   |                   |                   |                   | - UK: srebrna płyta                                                                                                  | Certified Lover Boy                  |
| 2022                                   | „P Power” (Gunna; gośc. Drake)                              |                   |                   |                   |                   | - USA: złota płyta                                                                                                   | DS4Ever                              |
| 2022                                   | „I’m on One” (Future; gośc. Drake)                          |                   |                   |                   |                   | - USA: platynowa płyta - CAN: złota płyta                                                                            | I Never Liked You                    |
| 2022                                   | „Churchill Downs” (Jack Harlow; gośc. Drake)                |                   |                   |                   |                   | - USA: złota płyta - UK: srebrna płyta                                                                               | Come Home the Kids Miss You          |
| 2022                                   | „Rich Flex” (oraz 21 Savage)                                |                   |                   |                   |                   | - UK: złota płyta - ITA: złota płyta - POL: platynowa płyta - BEL: złota płyta - NZL: złota płyta                    | Her Loss                             |
| 2023                                   | „IDGAF” (gośc. Yeat)                                        |                   |                   |                   |                   | - POL: platynowa płyta                                                                                               | For All the Dogs                     |
| „–” Utwór nie zajął miejsc na listach. |                                                             |                   |                   |                   |                   | |                                      |